# Сеньор Бискайи
Сеньор Бискайи (баск. Bizkaiko Jauna, исп. Señor de Vizcaya) — титул правителя сеньoрии Бискайи, исторического государства, существовавшего с 1040 по 1876 год на территории современной провинции Бискайя в Стране Басков.
Первым известным сеньором Бискайи был Иньиго Лопес в XI веке. В этот период Бискайя была графством королевства Наварры и эти феодальные отношения сохранялись до подчинения Кастилией Гипускоа в 1200 году. Короли Кастилии дали сеньорам Бискайи во владении Аро в провинции Риоха за поддержку интересов короля в конфликтах с Наваррой.
Власть сеньоров Бискайи была ограничена, и как короли Наварры в предшествующий период, должны были приносить клятву под деревом Герники, что они будут уважать фуэрос. До 1349 года сеньорией правили представители рода де Аро с перерывами, когда правили члены семьи де лос Вела и правление короля Кастилии Альфонсо XI из Бургундской династии. В середине XIV века регионом правили также члены дома де Лара и династии Трастамара.
После того, как в 1370 году сеньорию унаследовали короли Кастилии, а затем Испании, короли продолжали приносить клятву фуэрос, пока эта традиция не была в одностороннем порядке отменена в XIX веке в связи с поддержкой провинцией карлистских претендентов.

## Список сеньоров Бискайи
- Иньиго Лопес (1033/43 — 1078);
- Лопе Иньигес (1078—1093), сын предыдущего;
- Диего I (1093—1124), сын предыдущего;
- Лопе I (1124—1134), сын предыдущего;
- Ладрон Иньигес (1134—1150);
- (повторно) Лопе I (1150—1170);
- Диего II (1170—1214), сын предыдущего;
- Лопе II (1214—1236), сын предыдущего;
- Диего III (1236—1254), сын предыдущего;
- Лопе III (1254—1288), сын предыдущего;
- Диего IV[англ.] (1288—1289), сын предыдущего;
- Мария I (1289—1294), дочь Лопе III;
- инфант Энрике Кастильский (1294—1295);
- Диего V (1295—1310), сын Диего III;
- (повторно) Мария I (1310—1322);
- Хуан (1322—1326), сын предыдущей;
- (повторно) Мария I (1326—1334);
- Альфонсо XI Кастильский (1334);
- Мария II (1334—1349), дочь Хуана. Замужем за Хуаном Нуньесом III де Лара;
- Нуньо[исп.] (1350—1352), сын предыдущего;
- Хуана[исп.] (1352—1358), сестра предыдущего;
- Педро I Кастильский (1358—1366);
- Тельо Альфонсо (1366—1369), муж Хуаны и бастард Альфонсо XI Кастильского.